# Johnson Township (comté de Washington, Missouri)
Johnson Township est un township inactif, situé dans le comté de Washington, dans le Missouri, aux États-Unis,.
Le township est fondé en 1852 et probablement baptisé en référence à un pionnier.